# 闷奶果
闷奶果（学名：Bousigonia angustifolia）是夹竹桃科奶子藤属的植物。分布于老挝、越南以及中国大陆的云南等地，生长于海拔860米至1,830米的地区，多生于山地疏林中及林缘湿润地方，目前尚未由人工引种栽培。